# Giacomo Murelli
Giacomo Murelli (San Secondo Parmense, 29 marzo 1964) è un allenatore di calcio ed ex calciatore italiano, di ruolo difensore, tecnico in seconda del Cagliari.

## Caratteristiche tecniche
Ha giocato come terzino destro e sinistro, era ritenuto particolarmente affidabile in marcatura, nella quale si faceva valere sfruttando soprattutto l'arma dell'anticipo sul diretto avversario.

## Carriera

### Giocatore
Cresciuto nel Parma, debutta con la maglia crociata nel campionato di Serie C1 1980-1981, e disputa con gli emiliani quattro campionati ottenendo la promozione in Serie B nella stagione 1983-1984.
Nella stagione successiva l'allenatore Marino Perani lo esclude dai titolari, ritenendolo fisicamente inadatto al campionato cadetto, e nell'autunno del 1984, dopo due partite in Serie B con i ducali, passa all'Avellino. In Irpinia disputa cinque stagioni, di cui quattro in Serie A: nelle prime due annate viene impiegato come rincalzo, mentre nelle successive gioca come titolare, diventando noto come l'anti-Maradona per il fatto che quando era in programma la sfida tra Avellino e Napoli, la marcatura del Pibe de Oro era sempre affidata a lui.

Murelli (a destra) e Diego Armando Maradona durante Avellino-Napoli del 4 ottobre 1987.

Prosegue la sua carriera in Serie B trasferendosi al Padova, dove resta per tre stagioni da titolare nella serie cadetta. Nel campionato 1992-1993 inizia con i veneti disputando 9 partite, per poi trasferirsi in autunno al Taranto, con cui non evita la retrocessione in Serie C1.
Nel 1993-1994, dopo aver disputato le sue ultime 9 partite con la maglia del Padova, passa al Bologna, appena retrocesso in C1, ma l'annata si chiude senza l'attesa promozione. Chiude la carriera professionistica con due stagioni al Brescello, nelle quali ottiene la promozione dalla Serie C2 alla Serie C1, e prosegue a giocare tra i dilettanti. Dal 1996 al 1999 gioca nei Crociati Parma, nel campionato 2000-2001 passa al Colorno e conclude al Suzzara svolgendo il duplice ruolo di allenatore-giocatore.
In carriera ha totalizzato complessivamente 63 presenze e 2 reti in Serie A e 150 presenze in Serie B.

### Allenatore
Inizia con il Suzzara, allenato per due anni, con cui ottiene il passaggio dalla Promozione all'Eccellenza nella stagione 2001-2002. Nello stesso anno vince anche la Coppa Italia Dilettanti, mentre l'anno seguente conquista anche la Supercoppa Dilettanti.
Nel 2003 passa al Modena, dapprima come collaboratore tecnico di Alberto Malesani e poi per due stagioni come vice di Stefano Pioli. Segue l'allenatore parmense anche nelle successive esperienze con Parma, Grosseto, Piacenza, Sassuolo, Chievo, Palermo, Bologna, Lazio, Inter, Fiorentina e Milan.
Nel giugno del 2025, viene nominato allenatore in seconda del Cagliari, entrando nello staff tecnico di Fabio Pisacane.

## Palmarès

### Giocatore

#### Club

##### Competizioni nazionali
- Torneo Estivo del 1986: 1

Avellino: 1986
- Campionato italiano Serie C1: 1

Parma: 1983-1984 (girone A)
- Campionato italiano Serie C2: 1

Brescello: 1994-1995 (girone A)